# Game & Watch
Game & Watch, engelsk for "Spil & Ur", er nogle små håndholdte elektroniske spil, der blev lanceret i starten af 1980'erne af den japanske virksomhed Nintendo, og meget kort efter også af en lang række andre producenter. I Danmark blev spillene oftest omtalt som "bip-bip-spil" på grund af de bippende lydeffekter der hørtes når man spillede på apparaterne.
Et Game & Watch-spil er en lille flad æske i "skjortelomme-størrelse" med et eller til tider to LCD-displays, lavet specielt til det pågældende spil: De kunne vise spiller- og "modstander-figurer" bestemte steder i displayet, og ved at aktivere figurerne forskellige steder efter tur fik man et vist indtryk af bevægelse. Man styrede sin egen figur ved hjælp af nogle gummi-knapper af "lommeregner-typen" der sad ved siden af displayet.

På grund af den tids LCD-teknologi sås disse "bevægelige" figurer som ensfarvede (oftest sorte) "skygger", som regel oven på et statisk baggrundsbillede i form af en "tegning" der var lagt ind bag ved selve displayet. 
Displayet har typisk et "felt" for udlæsning af tal: Mens man spillede, vises her det antal points man har opnået, og når spillet ikke var i brug, blev dette tal-felt brugt til at vise klokkeslættet ifølge spillets indbyggede ur. Ganske som mange "almindelige" digitale armbåndsure havde dette ur gerne en "alarm"- eller "vække-funktion", samt en kalenderfunktion der viser dags dato.
Der fremstilles stadigvæk spil i stil med Nintendos originale Game & Watch-spil, men mens spillene fra 1980'erne krævede meget lidt strøm og derfor kunne drives af et enkelt eller to kviksølvbatterier af samme slags som dem der bruges i elektroniske armbåndsure, bruger de moderne varianter gerne to eller tre "almindelige" (cylindriske) batterier i størrelse AA eller AAA. Til gengæld byder de nyere modeller på flere forskellige spil, mens de ældre typer "kun" havde ét bestemt spil at byde på.
I 2001 fik Game & Watch serien lidt liv til sig igen da en figur fra Game & Watch serien kom i spillet Super Smash Bros. Melee. Der havde figuren fået navnet Mr.Game & Watch. Han kunne udføre forskellige angreb fra hele serien af Game & Watch. I 2008 kom spillet Super Smash Bros Brawl hvor Mr. Game & Watch kom igen med et Final Smash (Super Angreb) fra Game & Watch spillet Octupus.